# 지로우니차

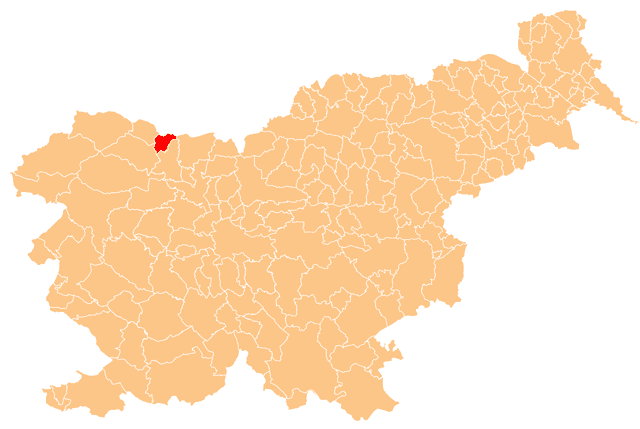
지로우니차의 위치

지로우니차(슬로베니아어: Žirovnica, 독일어: Scheraunitz 셰라우니츠[*])는 슬로베니아의 도시로 면적은 42.7km2, 높이는 90m, 인구는 4,071명(2002년 기준), 인구 밀도는 95.3명/km2이다.